# Taya (Sétif)
Pour les articles homonymes, voir Taya.
Taya est une commune de la wilaya de Sétif en Algérie. 

## Géographie
Essentiellement agricole